# Västsjöån
Västsjöån är en å i Offerdals socken, Krokoms kommun, Jämtlands län. Den har en total sträckning på omkring två kilometer och rinner mellan Västsjön och Mellsjön i närheten av byn Västsjön.